# 크라스노즈나멘스크 (칼리닌그라드주)

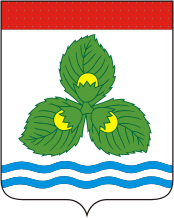
시 문장

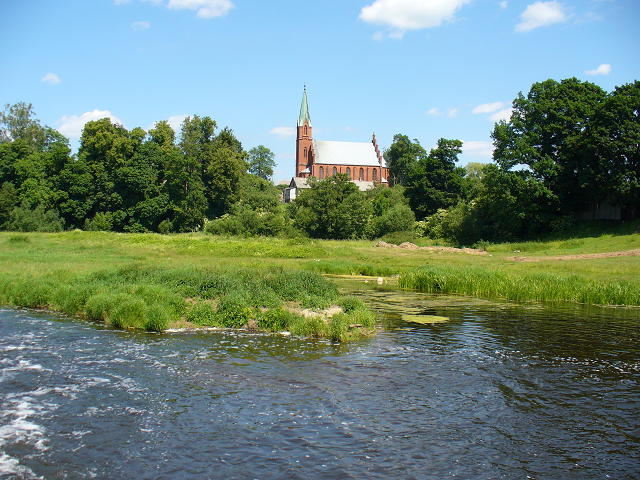
크라스노즈나멘스크 교회와 셰슈페 강

크라스노즈나멘스크(러시아어: Краснознаменск, 독일어: Lasdehnen, Haselberg, 리투아니아어: Lazdynai, 폴란드어: Łazdyny)는 러시아 칼리닌그라드주 동부에 위치한 도시로, 인구는 3,751명(2002년 기준)이다. 셰슈페 강(Šešupė)과 접하며 리투아니아 국경과 가깝다.
제2차 세계 대전 이전까지 독일 동프로이센에 속해 있었고 1938년 이전까지의 지명은 고대 프로이센어 지명인 라스데넨(Lasdehnen)이었다. 1938년 나치 독일이 하젤베르크(Haselberg, "하젤 산"이라는 뜻)라는 이름으로 바꾸었지만 1945년 제2차 세계 대전 종식과 함께 소비에트 연방에 병합되면서 도시 이름도 크라스노즈나멘스크("붉은 깃발의 도시"라는 뜻)로 바뀌게 된다.